# Dominion Ceylon
Het Dominion Ceylon (Singalees: ලංකා ඩොමීනියන් රාජ්‍යය Lanka Dominian Rajyaya) was van 1948 tot 1972 de naam van het huidige Sri Lanka. Het Dominion Ceylon ontstond in 1948 toen Brits-Ceylon een onafhankelijk land werd binnen het Britse Gemenebest met de Britse monarch als staatshoofd (een Commonwealth realm). In 1972 werd Ceylon een republiek binnen het Britse gemenebest en werd de naam van het land gewijzigd in Sri Lanka.